# Eddie Alderson
Pour les articles homonymes, voir Alderson.
Eddie Alderson, né le 27 octobre 1994 dans le comté de Bucks en Pennsylvanie, est un acteur américain.

## Biographie
Eddie Alderson s'est notamment illustré comme l'acteur principal du feuilleton télévisé On ne vit qu'une fois (One Life to Live).
Il est le frère de l'actrice Kristen Alderson.

## Filmographie
- 2007 : Reservation Road de Terry George : Lucas
- 2008 : L'Échange de Clint Eastwood : Sanford Clark